# Дени Кеј
Дејвид Данијел Камински познатији као Дени Кеј (енгл. David Daniel Kaminsky; Danny Kaye; Бруклин, 18. јануар 1911 — Лос Анђелес, 3. март 1987) био је амерички позоришни и филмски глумац, комичар, који се ангажовао у УНИЦЕФ-у, и у агенцији УН за помоћ деци. Његови најпознатији филмови су: Чудо од човека, Момак из Бруклина, Песма се родила, Тајни живот Волтера Митија, Ревизор, Луди подвиг и други.